# Filmowe Uniwersum Marvela
Filmowe Uniwersum Marvela, skrót. FUM (oryg. Marvel Cinematic Universe, skrót. MCU) – franczyza obejmująca głównie filmy o superbohaterach produkcji Marvel Studios, które zaś oparte są na komiksach Marvel Comics. Pomiędzy produkcjami zrzeszonymi w Filmowym Uniwersum Marvela stosowane są częste crossovery, a także wspólne wątki i członkowie obsady.
Filmy z Filmowego Uniwersum Marvela zyskały pozytywną opinię krytyków i znalazły się wysoko w rankingach filmowych na całym świecie. Dwanaście dni po premierze filmu Avengers: Czas Ultrona stała się najbardziej dochodową franczyzą na świecie, prześcigając dotychczasowego lidera – serię filmów o Harrym Potterze. Do końca maja 2019 roku dwadzieścia dwa filmy zarobiły łącznie ponad 21 miliardów dolarów. W skład Uniwersum wchodzą również między innymi: komiksy, filmy krótkometrażowe Marvel One-Shots i seriale.
Pierwszym filmem jest powstały w 2008 roku Iron Man, który rozpoczął I Fazę. Kolejnymi produkcjami I Fazy były: Incredible Hulk (2008), Iron Man 2 (2010), Thor (2011), Kapitan Ameryka: Pierwsze starcie (2011) i The Avengers (2012). II Fazę tworzą filmy: Iron Man 3 (2013), Thor: Mroczny świat (2013), Kapitan Ameryka: Zimowy żołnierz (2014), Strażnicy Galaktyki (2014), Avengers: Czas Ultrona (2015) i Ant-Man (2015). W skład III fazy wchodzą Kapitan Ameryka: Wojna bohaterów (2016), Doktor Strange (2016), Strażnicy Galaktyki vol. 2 (2017), Spider-Man: Homecoming (2017), Thor: Ragnarok (2017), Czarna Pantera (2018), Avengers: Wojna bez granic (2018), Ant-Man i Osa (2018), Kapitan Marvel (2019), Avengers: Koniec gry (2019) i Spider-Man: Daleko od domu (2019). Dwadzieścia trzy filmy wchodzące w skład trzech pierwszych faz tworzą serię zatytułowaną Saga Nieskończoności.
Pierwszym filmem Fazy IV jest Czarna Wdowa (2021), a następnie pojawiły się Shang-Chi i legenda dziesięciu pierścieni (2021), Eternals (2021), Spider-Man: Bez drogi do domu (2021), Doktor Strange w multiwersum obłędu (2022), Thor: Miłość i grom (2022) i Czarna Pantera: Wakanda w moim sercu (2022). W skład tej Fazy wchodzą również seriale wyprodukowane przez Marvel Studios: WandaVision (2021), Falcon i Zimowy Żołnierz (2021), Loki (2021), A gdyby…? (2021), Hawkeye (2021), Moon Knight (2022), Ms. Marvel (2022), Ja jestem Groot (2022) i Mecenas She-Hulk (2022). V Fazę rozpoczął film Ant-Man i Osa: Kwantomania (2023). Po nim zadebiutowały Strażnicy Galaktyki vol. 3 (2023), Marvels (2023), Deadpool & Wolverine (2024), Kapitan Ameryka: Nowy wspaniały świat (2025) i Thunderbolts* (2025). Fazę VI rozpoczął film Fantastyczna 4: Pierwsze kroki (2025), a studio zapowiedziało kolejne produkcje: Avengers: Doomsday (2026), Spider-Man: Brand New Day (2026) i Avengers: Secret Wars (2027). Filmy IV, V i VI Fazy wraz z serialami tworzą Sagę Multiwersum.
Pierwszy serial jaki powstał to Agenci T.A.R.C.Z.Y. emitowany przez stację ABC. Drugim, emitowanym również przez stację ABC, był serial Agentka Carter. Marvel Television nawiązało współpracę z serwisem Netflix, w wyniku której swoją premierę miały seriale: Daredevil i Jessica Jones w 2015 roku, Luke Cage w 2016 roku oraz Iron Fist, Defenders i Punisher w 2017 roku. We wrześniu 2017 roku swoją premierę na kanale ABC miał serial Inhumans. W tym samym roku swoją premierę miał serial Runaways w serwisie Hulu, a w czerwcu 2018 roku swoją premierę miał serial Cloak & Dagger na kanale Freeform.

## Produkcja i rozwój franczyzy

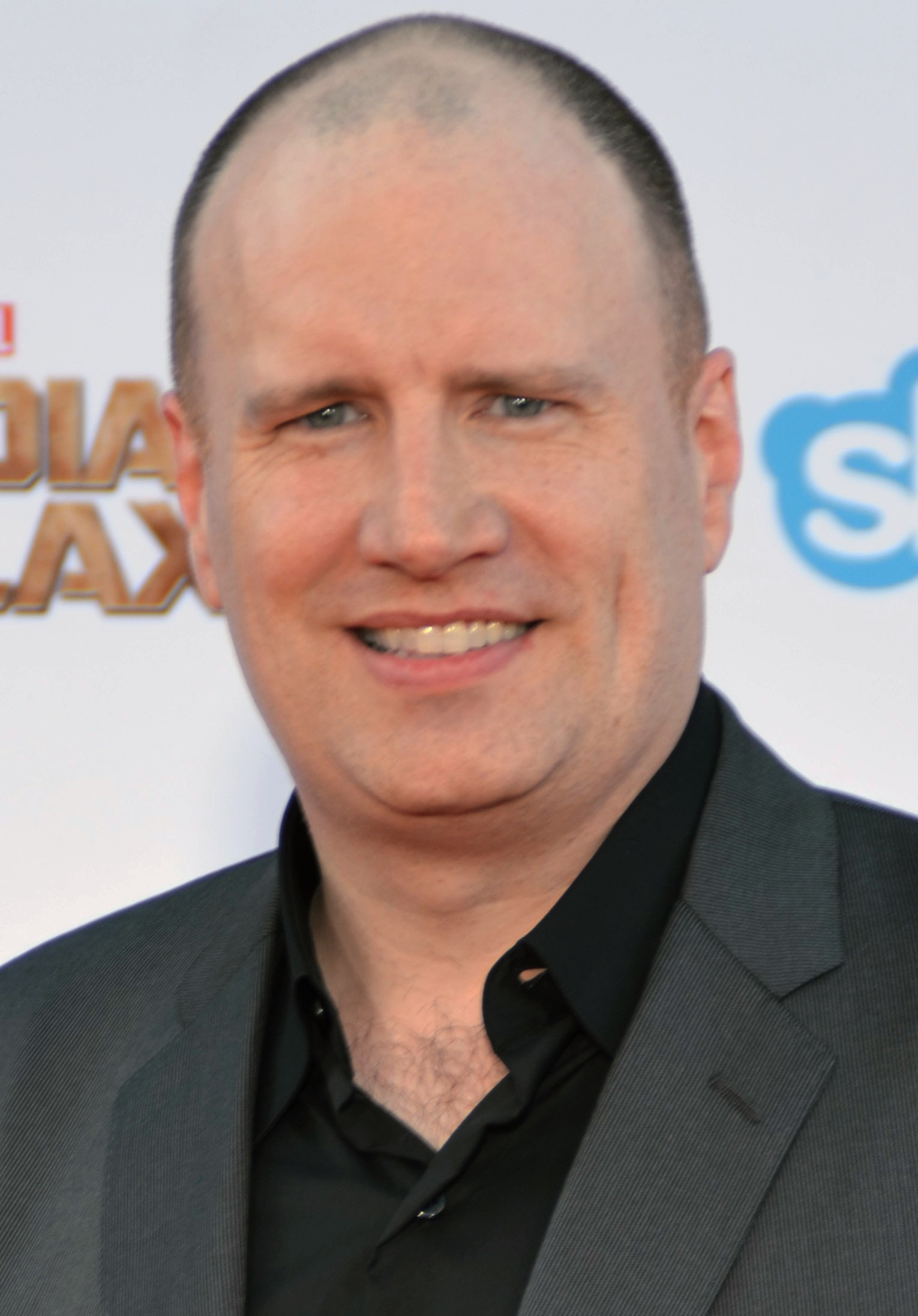
Kevin Feige, szef Marvel Studios oraz producent

### Filmy
W 2005 roku Marvel Entertainment rozpoczęło planowanie niezależnej produkcji własnych filmów dystrybuowanych przez Paramount Pictures. W tym samym roku powołano do życia Marvel Studios z Avi Aradem na czele, które rozpoczęło przygotowywania do stworzenia wspólnego uniwersum filmowego. W założeniu studia, miały powstać indywidualne filmy o superbohaterach, a później mieli oni się pojawić we wspólnej produkcji. Arad nie wierzył w sukces wspólnego uniwersum i w 2007 roku zrezygnował ze stanowiska. Jego miejsce zajął, wówczas 33-letni, Kevin Feige. Utworzono sześcioosobową komisję twórczą, w której składzie znalazł się Feige, jego zastępca Louis D’Esposito, szef Marvel Comics Dan Buckley, szef kreatywny Joe Quesada, scenarzysta Brian Michael Bendis i prezes Marvel Entertainment Alan Fine. Wspólne uniwersum zostało nazwane Marvel Cinema Universe, a następnie zmieniono nazwę na Marvel Cinematic Universe. Studio określiło Filmowe Uniwersum Marvela jako Earth-199999.
W październiku 2014 roku odbyło się po raz pierwszy MarvelEvent, gdzie studio zaprezentowało skład filmowy III Fazy Uniwersum. W lutym 2015 roku Sony Pictures Entertainment i Marvel Studios ogłosili umowę licencyjną, która włącza postać Spider-Mana oraz filmy z tym bohaterem do Filmowego Uniwersum Marvela. Za dystrybucję filmów solowych odpowiedzialne jest Sony, a producentem solowych filmów o Spider-Manie ma być Amy Pascal z ramienia Sony i Kevin Feige.
We wrześniu 2015 roku Marvel Studios zostało podłączone bezpośrednio pod Walt Disney Studios. W wyniku tej zmiany szef studia, Kevin Feige odpowiada bezpośrednio przed Alanem Hornem, szefem studia Disneya. Wcześniej odpowiadał on bezpośrednio przed prezesem Marvel Entertainment, Issakiem Permutterem. Komisja twórcza została rozwiązana, a kluczowe decyzje dotyczące filmów są podejmowane przez Feige’a, D’Esposito i Victorię Alonso.
W grudniu 2017 roku Walt Disney Company zakupiła znaczną część kapitału 21st Century Fox, w tym studio 20th Century Fox. W wyniku tej umowy prawa filmowe do X-Menów i Fantastycznej Czwórki mają powrócić do Marvela, a same postaci mają zostać włączone do franczyzy. W marcu 2019 roku Feige określił pierwsze trzy fazy jako Saga Nieskończoności (oryg. The Infinity Saga). W lipcu 2022 roku wyjawiono tytuły Fazy V i VI oraz poinformowano, że wraz z Fazą IV tworzyć będą Sagę Multiwersum.

#### Dystrybucja
We wrześniu 2008 roku, po międzynarodowym sukcesie filmu Iron Man, Paramount Pictures nabyła prawa do dystrybucji kolejnych filmów: Iron Man 2, Thor, Kapitan Ameryka: Pierwsze starcie i Avengers. Jedynym filmem nie wchodzącym w skład umowy był Incredible Hulk, którego prawa do dystrybucji posiada Universal Pictures.
W grudniu 2009 roku Walt Disney Company nabyło Marvel Entertainment. W październiku 2010 roku Walt Disney Studios odkupiło prawa do dystrybucji filmów Avengers i Iron Man 3 od Paramount Pictures. Disney jest dystrybutorem wszystkich kolejnych filmów studia, z wyjątkiem filmów o Spider-Manie. Za ich dystrybucję odpowiada Sony Pictures. W 2013 roku Disney odkupił prawa do dystrybucji pierwszych filmów Uniwersum od Paramountu.

### Seriale

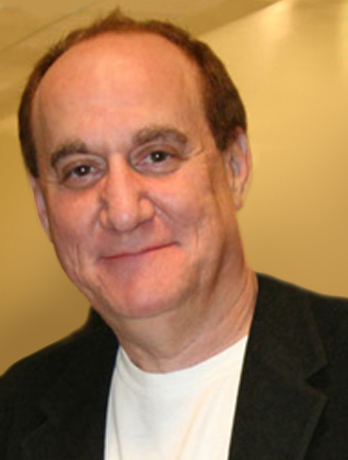
Jeph Loeb, były szef Marvel Televison oraz były producent seriali FUM

W lipcu 2012 roku, po pozytywnym odbiorze filmu Avengers, Marvel rozważał rozwój franczyzy o serial telewizyjny, którym ostatecznie stał się serial Agenci T.A.R.C.Z.Y. We wrześniu 2013 roku studio rozpoczęło przygotowania do kolejnego serialu Agentka Carter. Inspiracją do powstania obu seriali stały się filmy krótkometrażowe Marvel One-Shots: Przedmiot 47 i Agentka Carter. W sierpniu 2015 roku stacja zamówiła pilot serialu Most Wanted, a w październiku tego samego roku pilot serialu komediowego Damage Control. Przy współpracy ze stacją ABC są również dwa niezatytułowane projekty. 12 maja 2016 poinformowano, że ABC anulowała dalszą produkcję serialu Agentka Carter oraz zrezygnowała z projektu serialu Marvel’s Most Wanted.
W listopadzie 2013 roku ogłoszono współpracę Marvela z siecią Netflix nad kolejnymi tytułami: Daredevil, Jessica Jones, Luke Cage i Iron Fist, które miały doprowadzić do miniserii Defenders. W styczniu 2015 roku Ted Sarandos, dyrektor programowy Netflixa, zapewnił, że wszystkie seriale tworzone przy współpracy z Marvelem, mają szansę na kolejne sezony. W styczniu 2016 roku poinformowano, że serial Punisher jest we wstępnej fazie rozwoju, a trzy miesiące później został on potwierdzony.
W kwietniu 2016 roku stacja Freeform zamówiła serial Cloak & Dagger.
W sierpniu tego samego roku zamówiony został pilot serialu Runaways przez platformę Hulu. W tym samym miesiącu poinformowano, że ABC Studios pracuje nad serialem o grupie New Warriors. W listopadzie 2016 roku ABC zamówiła serial Inhumans współprodukowany z IMAX Corporation, którego dwa pierwsze odcinki zadebiutowały w kinach IMAX we wrześniu 2017 roku.
W kwietniu 2019 roku podczas prezentacji serwisu Disney+ oficjalnie potwierdzono, że na jego potrzeby powstanie kilka seriali wyprodukowanych przez Marvel Studios, należą do nich: WandaVision, Falcon i Zimowy Żołnierz, Loki i pierwsza animowana produkcja A gdyby…?. W tym samym miesiącu portal Variety ujawnił, że planowany jest również serial Hawkeye. W lipcu tego samego roku podczas San Diego Comic-Conu studio oficjalnie potwierdziło produkcję tych seriali i ujawniono, że będą one wchodziły w skład IV Fazy Uniwersum. W sierpniu 2019 roku podczas konwentu D23 zapowiedziano trzy kolejne tytuły na platformę Disney+: Moon Knight, She-Hulk i Ms. Marvel.
Na początku maja 2019 ogłoszono, że na platformie Hulu w 2020 roku pojawią się dwa kolejne seriale współprodukowane przez Marvel Television: Ghost Rider opowiadający o Robbie Reyesie z Gabrielem Luną w tytułowej roli, który został przedstawiony w czwartym sezonie Agentów T.A.R.C.Z.Y. oraz Helstrom o rodzeństwie Any i Daimona Helstromów. We wrześniu 2019 roku poinformowano, że New Warriors i Ghost Rider zostały anulowane.

### Inne media
W 2010 roku ukazał się pierwszy oficjalny komiks tie-in MCU. W listopadzie 2010 roku Joe Quesada przedstawił plan ekspansji Uniwersum o komiksy powiązane.
W sierpniu 2011 roku studio zapowiedziało wydanie filmów krótkometrażowych, które będą wydawane wraz z wersją Blu-ray filmów. Cykl ten nazwany został Marvel One-Shots. Niektóre z krótkometrażówek posłużyły jako inspiracja do wyprodukowania seriali.
W marcu 2015 roku Cort Lane z Marvel Animation ogłosił, że są planowane animacje powiązane z FUM.

## Filmy
| Tytuł                                                                                | Data premiery                                                                                   | Reżyseria              | Scenariusz                                                                                       | Producent                                                                          | Status               | Przypisy                                                                       |
| Saga Nieskończoności                                                                 | Saga Nieskończoności                                                                            | Saga Nieskończoności   | Saga Nieskończoności                                                                             | Saga Nieskończoności                                                               | Saga Nieskończoności | Saga Nieskończoności                                                           |
| Faza I                                                                               | Faza I                                                                                          | Faza I                 | Faza I                                                                                           | Faza I                                                                             | Faza I               | Faza I                                                                         |
| ------------------------------------------------------------------------------------ | ----------------------------------------------------------------------------------------------- | ---------------------- | ------------------------------------------------------------------------------------------------ | ---------------------------------------------------------------------------------- | -------------------- | ------------------------------------------------------------------------------ |
| Iron Man                                                                             | 14 kwietnia 2008 (świat) 30 kwietnia 2008 (Polska) 2 maja 2008 (Stany Zjednoczone)              | Jon Favreau            | Mark Fergus, Hawk Ostby, Art Marcum, Matt Holloway                                               | Avi Arad, Kevin Feige                                                              | wydany               | [ 47 ] [ 48 ] [ 49 ] [ 50 ]                                                    |
| Incredible Hulk                                                                      | 6 czerwca 2008 (świat) 13 czerwca 2008 (Polska) 13 czerwca 2008 (Stany Zjednoczone)             | Louis Leterrier        | Zak Penn                                                                                         | Avi Arad, Gale Anne Hurd, Kevin Feige                                              | wydany               | [ 51 ] [ 52 ]                                                                  |
| Iron Man 2                                                                           | 26 kwietnia 2010 (świat) 30 kwietnia 2010 (Polska) 7 maja 2010 (Stany Zjednoczone)              | Jon Favreau            | Justin Theroux                                                                                   | Kevin Feige                                                                        | wydany               | [ 53 ] [ 54 ] [ 55 ] [ 56 ]                                                    |
| Thor                                                                                 | 17 kwietnia 2011 (świat) 29 kwietnia 2011 (Polska) 6 maja 2011 (Stany Zjednoczone)              | Kenneth Branagh        | Ashley Miller, Zack Stentz, Don Payne                                                            | Kevin Feige                                                                        | wydany               | [ 57 ] [ 58 ] [ 59 ]                                                           |
| Kapitan Ameryka: Pierwsze starcie Captain America: The First Avenger                 | 19 lipca 2011 (świat) 5 sierpnia 2011 (Polska) 22 lipca 2011 (Stany Zjednoczone)                | Joe Johnston           | Christopher Markus, Stephen McFeely                                                              | Kevin Feige                                                                        | wydany               | [ 60 ] [ 61 ] [ 62 ]                                                           |
| Avengers Marvel’s The Avengers                                                       | 11 kwietnia 2012 (świat) 11 maja 2012 (Polska) 4 maja 2012 (Stany Zjednoczone)                  | Joss Whedon            | Joss Whedon                                                                                      | Kevin Feige                                                                        | wydany               | [ 63 ] [ 64 ] [ 65 ]                                                           |
| Faza II                                                                              |                                                                                                 |                        |                                                                                                  |                                                                                    |                      |                                                                                |
| Iron Man 3                                                                           | 14 kwietnia 2013 (świat) 9 maja 2013 (Polska) 3 maja 2013 (Stany Zjednoczone)                   | Shane Black            | Drew Pearce, Shane Black                                                                         | Kevin Feige                                                                        | wydany               | [ 66 ] [ 67 ] [ 68 ]                                                           |
| Thor: Mroczny świat Thor: The Dark World                                             | 22 października 2013 (świat) 8 listopada 2013 (Polska) 8 listopada 2013 (Stany Zjednoczone)     | Alan Taylor            | Christopher Yost, Christopher Markus, Stephen McFeely                                            | Kevin Feige                                                                        | wydany               | [ 69 ] [ 70 ] [ 71 ]                                                           |
| Kapitan Ameryka: Zimowy żołnierz Captain America: The Winter Soldier                 | 13 marca 2014 (świat) 26 marca 2014 (Polska) 4 kwietnia 2014 (Stany Zjednoczone)                | Anthony i Joe Russo    | Christopher Markus, Stephen McFeely                                                              | Kevin Feige                                                                        | wydany               | [ 72 ] [ 73 ] [ 74 ]                                                           |
| Strażnicy Galaktyki Guardians of the Galaxy                                          | 21 lipca 2014 (świat) 1 sierpnia 2014 (Polska) 1 sierpnia 2014 (Stany Zjednoczone)              | James Gunn             | James Gunn, Nicole Perlman                                                                       | Kevin Feige                                                                        | wydany               | [ 75 ] [ 76 ] [ 77 ]                                                           |
| Avengers: Czas Ultrona Avengers: Age of Ultron                                       | 13 kwietnia 2015 (świat) 7 maja 2015 (Polska) 1 maja 2015 (Stany Zjednoczone)                   | Joss Whedon            | Joss Whedon                                                                                      | Kevin Feige                                                                        | wydany               | [ 78 ] [ 79 ] [ 80 ]                                                           |
| Ant-Man                                                                              | 29 czerwca 2015 (świat) 17 lipca 2015 (Polska) 17 lipca 2015 (Stany Zjednoczone)                | Peyton Reed            | Edgar Wright, Joe Cornish, Adam McKay, Paul Rudd                                                 | Kevin Feige                                                                        | wydany               | [ 81 ] [ 82 ] [ 83 ] [ 84 ]                                                    |
| Faza III                                                                             |                                                                                                 |                        |                                                                                                  |                                                                                    |                      |                                                                                |
| Kapitan Ameryka: Wojna bohaterów Captain America: Civil War                          | 12 kwietnia 2016 (świat) 6 maja 2016 (Polska) 6 maja 2016 (Stany Zjednoczone)                   | Anthony i Joe Russo    | Christopher Markus, Stephen McFeely                                                              | Kevin Feige                                                                        | wydany               | [ 85 ] [ 86 ] [ 87 ] [ 88 ]                                                    |
| Doktor Strange Doctor Strange                                                        | 20 października 2016 (świat) 26 października 2016 (Polska) 4 listopada 2016 (Stany Zjednoczone) | Scott Derrickson       | Scott Derrickson, C. Robert Cargill, Jon Spaihts                                                 | Kevin Feige                                                                        | wydany               | [ 85 ] [ 89 ] [ 90 ] [ 91 ]                                                    |
| Strażnicy Galaktyki vol. 2 Guardians of the Galaxy Vol. 2                            | 10 kwietnia 2017 (świat) 5 maja 2017 (Polska) 5 maja 2017 (Stany Zjednoczone)                   | James Gunn             | James Gunn                                                                                       | Kevin Feige                                                                        | wydany               | [ 85 ] [ 92 ] [ 93 ] [ 94 ]                                                    |
| Spider-Man: Homecoming                                                               | 28 czerwca 2017 (świat) 14 lipca 2017 (Polska) 7 lipca 2017 (Stany Zjednoczone)                 | Jon Watts              | John Francis Daley, Jonathan Goldstein, Jon Watts, Christopher Ford, Chris McKenna, Erik Sommers | Kevin Feige, Amy Pascal                                                            | wydany               | [ 95 ] [ 96 ] [ 97 ] [ 98 ]                                                    |
| Thor: Ragnarok                                                                       | 10 października 2017 (świat) 25 października 2017 (Polska) 3 listopada 2017 (Stany Zjednoczone) | Taika Waititi          | Eric Perason, Craig Kyle, Christopher Yost                                                       | Kevin Feige                                                                        | wydany               | [ 99 ] [ 100 ] [ 101 ] [ 102 ] [ 103 ]                                         |
| Czarna Pantera Black Panther                                                         | 29 stycznia 2018 (świat) 14 lutego 2018 (Polska) 16 lutego 2018 (Stany Zjednoczone)             | Ryan Coogler           | Ryan Coogler, Joe Robert Cole                                                                    | Kevin Feige                                                                        | wydany               | [ 104 ] [ 105 ] [ 106 ] [ 107 ]                                                |
| Avengers: Wojna bez granic Avengers: Infinity War                                    | 23 kwietnia 2018 (świat) 26 kwietnia 2018 (Polska) 27 kwietnia 2018 (Stany Zjednoczone)         | Anthony i Joe Russo    | Christopher Markus, Stephen McFeely                                                              | Kevin Feige                                                                        | wydany               | [ 108 ] [ 109 ] [ 110 ] [ 111 ] [ 112 ]                                        |
| Ant-Man i Osa Ant-Man and the Wasp                                                   | 25 czerwca 2018 (świat) 3 sierpnia 2018 (Polska) 6 lipca 2018 (Stany Zjednoczone)               | Peyton Reed            | Andrew Barrer, Gabriel Ferrari, Paul Rudd, Adam McKay                                            | Kevin Feige, Stephen Broussard                                                     | wydany               | [ 104 ] [ 113 ] [ 114 ] [ 115 ]                                                |
| Kapitan Marvel Captain Marvel                                                        | 27 lutego 2019 (świat) 8 marca 2019 (Polska) 8 marca 2019 (Stany Zjednoczone)                   | Anna Boden, Ryan Fleck | Anna Boden, Ryan Fleck, Geneva Robertson-Dworet                                                  | Kevin Feige                                                                        | wydany               | [ 104 ] [ 116 ] [ 117 ] [ 118 ]                                                |
| Avengers: Koniec gry Avengers: Endgame                                               | 21 kwietnia 2019 (świat) 25 kwietnia 2019 (Polska) 26 kwietnia 2019 (Stany Zjednoczone)         | Anthony i Joe Russo    | Christopher Markus, Stephen McFeely                                                              | Kevin Feige                                                                        | wydany               | [ 119 ] [ 120 ] [ 111 ] [ 112 ]                                                |
| Spider-Man: Daleko od domu Spider-Man: Far From Home                                 | 26 czerwca 2019 (świat) 5 lipca 2019 (Polska) 2 lipca 2019 (Stany Zjednoczone)                  | Jon Watts              | Chris McKenna, Erik Sommers                                                                      | Kevin Feige, Amy Pascal                                                            | wydany               | [ 121 ] [ 122 ] [ 123 ] [ 124 ]                                                |
| Saga Multiwersum                                                                     |                                                                                                 |                        |                                                                                                  |                                                                                    |                      |                                                                                |
| Faza IV                                                                              |                                                                                                 |                        |                                                                                                  |                                                                                    |                      |                                                                                |
| Czarna Wdowa Black Widow                                                             | 29 czerwca 2021 (świat) 9 lipca 2021 (Polska) 9 lipca 2021 (Stany Zjednoczone)                  | Cate Shortland         | Eric Pearson                                                                                     | Kevin Feige                                                                        | wydany               | [ 125 ] [ 126 ] [ 39 ] [ 127 ] [ 128 ] [ 129 ]                                 |
| Shang-Chi i legenda dziesięciu pierścieni Shang-Chi and the Legend of Ten Rings      | 16 sierpnia 2021 (świat) 3 września 2021 (Polska) 3 września 2021 (Stany Zjednoczone)           | Destin Daniel Cretton  | David Callaham, Destin Daniel Cretton, Andrew Lanham                                             | Kevin Feige, Jonathan Schwartz                                                     | wydany               | [ 130 ] [ 131 ] [ 39 ] [ 127 ] [ 132 ] [ 128 ] [ 133 ]                         |
| Eternals                                                                             | 18 października 2021 (świat) 5 listopada 2021 (Polska) 5 listopada 2021 (Stany Zjednoczone)     | Chloé Zhao             | Chloé Zhao, Patrick Burleigh                                                                     | Kevin Feige, Nate Moore                                                            | wydany               | [ 134 ] [ 135 ] [ 39 ] [ 136 ] [ 128 ] [ 137 ]                                 |
| Spider-Man: Bez drogi do domu Spider-Man: No Way Home                                | 13 grudnia 2021 (świat) 17 grudnia 2021 (Polska) 17 grudnia 2021 (Stany Zjednoczone)            | Jon Watts              | Chris McKenna, Erik Sommers                                                                      | Kevin Feige, Amy Pascal                                                            | wydany               | [ 138 ] [ 139 ] [ 140 ] [ 141 ] [ 142 ] [ 143 ]                                |
| Doktor Strange w multiwersum obłędu Doctor Strange in the Multiverse of Madness      | 2 maja 2022 (świat) 6 maja 2022 (Polska) 6 maja 2022 (Stany Zjednoczone)                        | Sam Raimi              | Michael Waldron                                                                                  | Kevin Feige                                                                        | wydany               | [ 144 ] [ 39 ] [ 145 ] [ 146 ] [ 147 ] [ 148 ] [ 149 ] [ 150 ]                 |
| Thor: Miłość i grom Thor: Love and Thunder                                           | 23 czerwca 2022 (świat) 8 lipca 2022 (Polska) 8 lipca 2022 (Stany Zjednoczone)                  | Taika Waititi          | Taika Waititi                                                                                    | Kevin Feige, Brad Winderbaum                                                       | wydany               | [ 151 ] [ 39 ] [ 152 ] [ 149 ] [ 153 ]                                         |
| Wilkołak nocą Werewolf by Night                                                      | 7 października 2022 (Disney+)                                                                   | Michael Giacchino      | Peter Cameron, Heather Quinn                                                                     | Kevin Feige, Stephen Broussard, Louis D’Esposito, Victoria Alonso, Brad Winderbaum | wydany               | [ 154 ] [ 155 ]                                                                |
| Czarna Pantera: Wakanda w moim sercu Black Panther: Wakanda Forever                  | 26 października 2022 (świat) 11 listopada (Polska) 11 listopada 2022 (Stany Zjednoczone)        | Ryan Coogler           | Ryan Coogler                                                                                     | Kevin Feige Nate Moore                                                             | wydany               | [ 156 ] [ 157 ] [ 147 ] [ 149 ] [ 158 ]                                        |
| Strażnicy Galaktyki: Coraz bliżej święta The Guardians of the Galaxy Holiday Special | 25 listopada 2022 (Disney+)                                                                     | James Gunn             | James Gunn                                                                                       | Kevin Feige                                                                        | wydany               | [ 159 ] [ 160 ] [ 161 ]                                                        |
| Faza V                                                                               |                                                                                                 |                        |                                                                                                  |                                                                                    |                      |                                                                                |
| Ant-Man i Osa: Kwantomania Ant-Man and the Wasp: Quantumania                         | 6 lutego 2023 (świat) 17 lutego 2023 (Polska) 17 lutego 2023 (Stany Zjednoczone)                | Peyton Reed            | Jeff Loveness                                                                                    | Kevin Feige Stephen Broussard                                                      | wydany               | [ 152 ] [ 162 ] [ 163 ] [ 164 ] [ 149 ] [ 16 ] [ 165 ]                         |
| Strażnicy Galaktyki vol. 3 Guardians of the Galaxy Vol. 3                            | 22 kwietnia 2023 5 maja 2023 (Polska) 5 maja 2023 (Stany Zjednoczone)                           | James Gunn             | James Gunn                                                                                       | Kevin Feige                                                                        | wydany               | [ 152 ] [ 163 ] [ 16 ] [ 166 ] [ 167 ]                                         |
| Marvels The Marvels                                                                  | 7 listopada 2023 10 listopada 2023 (Polska) 10 listopada 2023 (Stany Zjednoczone)               | Nia DaCosta            | Megan McDonnell Nia DaCosta Elissa Karasik                                                       | Kevin Feige                                                                        | wydany               | [ 168 ] [ 169 ] [ 170 ] [ 163 ] [ 164 ] [ 16 ] [ 171 ] [ 172 ] [ 173 ] [ 174 ] |
| Deadpool & Wolverine                                                                 | 26 lipca 2024 (Stany Zjednoczone)                                                               | Shawn Levy             | Ryan Reynolds, Rhett Reese, Paul Wernick, Zeb Wells, Shawn Levy                                  | Kevin Feige, Ryan Reynolds, Shawn Levy, Lauren Shuler Donner                       | wydany               | [ 175 ] [ 166 ] [ 176 ] [ 177 ] [ 178 ] [ 179 ]                                |
| Kapitan Ameryka: Nowy wspaniały świat Captain America: Brave New World               | 14 lutego 2025 (Stany Zjednoczone)                                                              | Julius Onah            | Malcolm Spellman Dalan Musson                                                                    | Kevin Feige                                                                        | wydany               | [ 180 ] [ 181 ] [ 16 ] [ 178 ] [ 182 ]                                         |
| Thunderbolts*                                                                        | 2 maja 2025 (Stany Zjednoczone)                                                                 | Jake Schreier          | Eric Pearson Lee Sung Jin                                                                        | Kevin Feige                                                                        | wydany               | [ 183 ] [ 16 ] [ 178 ] [ 184 ] [ 182 ] [ 185 ]                                 |
| Faza VI                                                                              |                                                                                                 |                        |                                                                                                  |                                                                                    |                      |                                                                                |
| Fantastyczna 4: Pierwsze kroki The Fantastic Four: First Steps                       | 25 lipca 2025 (Stany Zjednoczone)                                                               | Matt Shakman           | Jeff Kaplan, Ian Springer, Josh Friedman                                                         | Kevin Feige                                                                        | wydany               | [ 16 ] [ 186 ] [ 187 ] [ 178 ] [ 188 ] [ 189 ]                                 |
| Spider-Man: Brand New Day                                                            | 31 lipca 2026 (Stany Zjednoczone)                                                               | Destin Daniel Cretton  | Erik Sommers i Chris McKenna                                                                     | Kevin Feige                                                                        | w trakcie zdjęć      | [ 190 ]                                                                        |
| Avengers: Doomsday                                                                   | 18 grudnia 2026 (Stany Zjednoczone)                                                             | Anthony i Joe Russo    | Michael Waldron                                                                                  | Kevin Feige                                                                        | w trakcie zdjęć      | [ 16 ] [ 191 ] [ 192 ] [ 193 ]                                                 |

## Marvel One-Shots
| Tytuł                                                                                           | Data premiery                                                                      | Reżyseria        | Scenariusz    | Producent   | Wydany z wersją Blu-ray filmu     | Przypisy                        |
| ----------------------------------------------------------------------------------------------- | ---------------------------------------------------------------------------------- | ---------------- | ------------- | ----------- | --------------------------------- | ------------------------------- |
| Konsultant The Consultant                                                                       | 13 września 2011 (Stany Zjednoczone) 13 września 2011 (Polska)                     | Leythum          | Eric Pearson  | Kevin Feige | Thor                              | [ 194 ] [ 195 ] [ 196 ]         |
| Ciekawa rzecz spotkała nas przy młocie Thora A Funny Thing Happened on the Way to Thor’s Hammer | 25 października 2011 (Stany Zjednoczone) 1 grudnia 2011 (Polska)                   | Leythum          | Eric Pearson  | Kevin Feige | Kapitan Ameryka: Pierwsze starcie | [ 197 ] [ 198 ] [ 196 ]         |
| Przedmiot 47 Item 47                                                                            | 14 lipca 2012 (SDCC) 25 sierpnia 2012 (Stany Zjednoczone) 7 września 2012 (Polska) | Louis D’Esposito | Eric Pearson  | Kevin Feige | Avengers                          | [ 199 ] [ 200 ] [ 201 ] [ 202 ] |
| Agentka Carter Agent Carter                                                                     | 19 lipca 2013 (SDCC) 3 września 2013 (Stany Zjednoczone) 6 września 2013 (Polska)  | Louis D’Esposito | Eric Pearson  | Kevin Feige | Iron Man 3                        | [ 203 ] [ 204 ] [ 205 ] [ 206 ] |
| Niech żyje król All Hail the King                                                               | 4 lutego 2014 (Stany Zjednoczone) 2 grudnia 2014 (Polska)                          | Drew Pearce      | Drew Pearce   | Kevin Feige | Thor: Mroczny świat               | [ 207 ] [ 208 ] [ 209 ]         |
| Team Thor                                                                                       | 23 lipca 2016 (SDCC) 2 września 2016 (Stany Zjednoczone) 13 września 2016 (Polska) | Taika Waititi    | Taika Waititi | Kevin Feige | Kapitan Ameryka: Wojna bohaterów  | [ 210 ] [ 211 ] [ 212 ]         |
| Team Thor: Part 2                                                                               | 14 lutego 2017 (Stany Zjednoczone) 15 marca 2017 (Polska)                          | Taika Waititi    | Taika Waititi | Kevin Feige | Doktor Strange                    | [ 213 ] [ 214 ]                 |
| Team Darryl                                                                                     | 20 lutego 2018 (Stany Zjednoczone) 14 marca 2018 (Polska)                          | Taika Waititi    | Taika Waititi | Kevin Feige | Thor: Ragnarok                    | [ 215 ] [ 216 ]                 |

## Seriale

### Marvel Television
| Tytuł                                                                     | Sezon       | Sezon       | Odcinki     | Emisja | Showrunnerzy                                  | Przypisy                                        |             |
| seriale ABC                                                               | seriale ABC | seriale ABC | seriale ABC | seriale ABC | seriale ABC                                   | seriale ABC                                     | seriale ABC |
| ------------------------------------------------------------------------- | ----------- | ----------- | ----------- | --- | --------------------------------------------- | ----------------------------------------------- | ----------- |
| Agenci T.A.R.C.Z.Y. Marvel’s Agents of S.H.I.E.L.D.                       |             | 1           | 22          | USA: 24 września 2013 – 13 maja 2014 ABC, 20 listopada 2014 Netflix POLSKA: 28 stycznia 2014 – 17 czerwca 2014 FOX, 3 marca 2015 – 23 lutego 2016 TVP1, 6 października 2017 Showmax | Jed Whedon, Maurissa Tancharoen, Jeffrey Bell | [ 217 ] [ 218 ] [ 219 ] [ 220 ] [ 221 ]         |             |
| Agenci T.A.R.C.Z.Y. Marvel’s Agents of S.H.I.E.L.D.                       |             | 2           | 22          | USA: 23 września 2014 – 12 maja 2015 ABC, 11 lipca 2015 Netflix POLSKA: 14 października 2014 – 16 czerwca 2015 FOX, 6 października 2017 Showmax                                     | Jed Whedon, Maurissa Tancharoen, Jeffrey Bell | [ 222 ] [ 223 ] [ 224 ] [ 221 ] [ 225 ]         |             |
| Agenci T.A.R.C.Z.Y. Marvel’s Agents of S.H.I.E.L.D.                       |             | 3           | 22          | USA: 29 września 2015 – 17 maja 2016 ABC POLSKA: 6 listopada 2015 – 24 czerwca 2016 FOX, 6 października 2017 Showmax                                                                | Jed Whedon, Maurissa Tancharoen, Jeffrey Bell | [ 221 ] [ 226 ] [ 227 ] [ 228 ] [ 229 ]         |             |
| Agenci T.A.R.C.Z.Y. Marvel’s Agents of S.H.I.E.L.D.                       |             | 4           | 22          | USA: 20 września 2016 – 16 maja 2017 ABC POLSKA: 8 grudnia 2016 – 10 czerwca 2017 FOX, 6 października 2017 Showmax                                                                  | Jed Whedon, Maurissa Tancharoen, Jeffrey Bell | [ 221 ] [ 230 ] [ 231 ] [ 232 ] [ 233 ] [ 234 ] |             |
| Agenci T.A.R.C.Z.Y. Marvel’s Agents of S.H.I.E.L.D.                       |             | 5           | 22          | USA: 1 grudnia 2017 – 18 maja 2018 ABC POLSKA: 3 grudnia 2017 – 20 maja 2018 Showmax                                                                                                | Jed Whedon, Maurissa Tancharoen, Jeffrey Bell | [ 221 ] [ 235 ] [ 236 ] [ 237 ]                 |             |
| Agenci T.A.R.C.Z.Y. Marvel’s Agents of S.H.I.E.L.D.                       |             | 6           | 13          | USA: 10 maja 2019 – 2 sierpnia 2019 ABC | Jed Whedon, Maurissa Tancharoen, Jeffrey Bell | [ 238 ] [ 239 ]                                 |             |
| Agenci T.A.R.C.Z.Y. Marvel’s Agents of S.H.I.E.L.D.                       |             | 7           | 13          | USA: 27 maja 2020 – 12 sierpnia 2020 ABC | Jed Whedon, Maurissa Tancharoen, Jeffrey Bell | [ 240 ] [ 241 ] [ 242 ] [ 243 ]                 |             |
| Agentka Carter Marvel’s Agent Carter                                      |             | 1           | 8           | USA: 6 stycznia 2015 – 24 lutego 2015 ABC POLSKA: 19 maja 2015 – 7 lipca 2015 FOX                                                                                                   | Tara Butters, Michele Fazekas, Chris Dingess  | [ 244 ] [ 245 ]                                 |             |
| Agentka Carter Marvel’s Agent Carter                                      |             | 2           | 10          | USA: 19 stycznia 2016 – 1 marca 2016 ABC POLSKA: 11 marca 2016 – 8 kwietnia 2016 FOX                                                                                                | Tara Butters, Michele Fazekas, Chris Dingess  | [ 226 ] [ 246 ] [ 247 ]                         |             |
| Agenci T.A.R.C.Z.Y.: Slingshot Marvel’s Agents of S.H.I.E.L.D.: Slingshot |             | 1           | 6           | USA: 13 grudnia 2016 ABC.com | Jed Whedon, Maurissa Tancharoen, Jeffrey Bell | [ 248 ]                                         |             |
| Inhumans Marvel’s Inhumans                                                |             | 1           | 8           | USA: 29 września 2017 – 10 listopada 2017 ABC POLSKA: 7 października 2017 – 11 listopada 2017 Showmax                                                                               | Scott Buck                                    | [ 221 ] [ 36 ] [ 249 ] [ 250 ] [ 251 ]          |             |
| seriale Netflix (Saga Defenders)                                          |             |             |             | |                                               |                                                 |             |
| Daredevil Marvel’s Daredevil                                              |             | 1           | 13          | Stany Zjednoczone: 10 kwietnia 2015 Netflix Polska: 6 stycznia 2016 Netflix | Steven S. DeKnight                            | [ 30 ] [ 252 ] [ 253 ]                          |             |
| Daredevil Marvel’s Daredevil                                              |             | 2           | 13          | Stany Zjednoczone: 18 marca 2016 Netflix Polska: 18 marca 2016 Netflix | Douglas Petrie, Marco Ramirez                 | [ 252 ] [ 253 ] [ 254 ]                         |             |
| Daredevil Marvel’s Daredevil                                              |             | 3           | 13          | Stany Zjednoczone: 19 października 2018 Netflix Polska: 19 października 2018 Netflix                                                                                                | Erik Oleson                                   | [ 255 ] [ 256 ] [ 257 ]                         |             |
| Jessica Jones Marvel’s Jessica Jones                                      |             | 1           | 13          | Stany Zjednoczone: 20 listopada 2015 Netflix Polska: 6 stycznia 2016 Netflix | Melissa Rosenberg                             | [ 252 ] [ 258 ] [ 259 ]                         |             |
| Jessica Jones Marvel’s Jessica Jones                                      |             | 2           | 13          | Stany Zjednoczone: 8 marca 2018 Netflix Polska: 8 marca 2018 Netflix | Melissa Rosenberg                             | [ 260 ] [ 261 ] [ 262 ]                         |             |
| Jessica Jones Marvel’s Jessica Jones                                      |             | 3           | 13          | Stany Zjednoczone: 14 czerwca 2019 Netflix Polska: 14 czerwca 2019 Netflix | Melissa Rosenberg                             | [ 263 ] [ 264 ]                                 |             |
| Luke Cage Marvel’s Luke Cage                                              |             | 1           | 13          | Stany Zjednoczone: 30 września 2016 Netflix Polska: 30 września 2016 Netflix | Cheo Hodari Coker                             | [ 252 ] [ 265 ] [ 266 ]                         |             |
| Luke Cage Marvel’s Luke Cage                                              |             | 2           | 13          | Stany Zjednoczone: 22 czerwca 2018 Netflix Polska: 22 czerwca 2018 Netflix | Cheo Hodari Coker                             | [ 267 ] [ 268 ]                                 |             |
| Iron Fist Marvel’s Iron Fist                                              |             | 1           | 13          | Stany Zjednoczone: 17 marca 2017 Netflix Polska: 17 marca 2017 Netflix | Scott Buck                                    | [ 269 ] [ 270 ] [ 271 ]                         |             |
| Iron Fist Marvel’s Iron Fist                                              |             | 2           | 10          | Stany Zjednoczone: 7 września 2018 Netflix Polska: 7 września 2018 Netflix | Raven Metzner                                 | [ 272 ] [ 273 ] [ 274 ] [ 275 ]                 |             |
| Defenders Marvel’s The Defenders                                          |             | 1           | 8           | Stany Zjednoczone: 18 sierpnia 2017 Netflix Polska: 18 sierpnia 2017 Netflix | Marco Ramirez                                 | [ 276 ] [ 277 ] [ 278 ] [ 279 ] [ 280 ]         |             |
| Punisher Marvel’s The Punisher                                            |             | 1           | 13          | Stany Zjednoczone: 17 listopada 2017 Netflix Polska: 17 listopada 2017 Netflix | Steve Lightfoot                               | [ 32 ] [ 281 ] [ 282 ]                          |             |
| Punisher Marvel’s The Punisher                                            |             | 2           | 13          | Stany Zjednoczone: 18 stycznia 2019 Netflix Polska: 18 stycznia 2019 Netflix | Steve Lightfoot                               | [ 283 ] [ 284 ] [ 285 ]                         |             |
| seriale Hulu i Freeform                                                   |             |             |             | |                                               |                                                 |             |
| Runaways Marvel’s Runaways                                                |             | 1           | 10          | Stany Zjednoczone: 21 listopada 2017 – 9 stycznia 2018 Hulu Polska: 22 listopada 2017 – 10 stycznia 2018 Showmax                                                                    | Josh Schwartz, Stephanie Savage               | [ 221 ] [ 34 ] [ 286 ] [ 287 ] [ 288 ]          |             |
| Runaways Marvel’s Runaways                                                |             | 2           | 13          | Stany Zjednoczone: 21 grudnia 2018 Hulu Polska: 22 grudnia 2018 Showmax | Josh Schwartz, Stephanie Savage               | [ 289 ] [ 290 ]                                 |             |
| Runaways Marvel’s Runaways                                                |             | 3           | 10          | Stany Zjednoczone: 13 grudnia 2019 Hulu | Josh Schwartz, Stephanie Savage               | [ 291 ] [ 292 ]                                 |             |
| Cloak & Dagger Marvel’s Cloak & Dagger                                    |             | 1           | 10          | Stany Zjednoczone: 7 czerwca 2018 – 2 sierpnia 2018 Freeform Polska: 8 czerwca 2018 – 3 sierpnia 2018 Showmax                                                                       | Joe Pokaski                                   | [ 293 ] [ 33 ] [ 294 ] [ 295 ] [ 296 ] [ 297 ]  |             |
| Cloak & Dagger Marvel’s Cloak & Dagger                                    |             | 2           | 10          | Stany Zjednoczone: 4 kwietnia 2019 – 30 maja 2019 Freeform | Joe Pokaski                                   | [ 298 ] [ 299 ] [ 300 ]                         |             |
| Helstrom                                                                  |             | 1           | 10          | Stany Zjednoczone: 16 października 2020 Hulu | Paul Zbyszewski                               | [ 41 ] [ 301 ]                                  |             |

### Marvel Studios

#### Seriale fabularne
| Tytuł                                                      | Sezon   | Sezon   | Odcinki | Emisja | Główny scenarzysta              | Reżyseria                                                        | Przypisy                                                       |
| Faza IV                                                    | Faza IV | Faza IV | Faza IV | Faza IV | Faza IV                         | Faza IV                                                          | Faza IV                                                        |
| ---------------------------------------------------------- | ------- | ------- | ------- | --- | ------------------------------- | ---------------------------------------------------------------- | -------------------------------------------------------------- |
| WandaVision                                                |         | 1       | 9       | Stany Zjednoczone: 15 stycznia 2021 – 5 marca 2021 Disney+ Polska: 14 czerwca 2022 Disney+                                | Jac Schaeffer                   | Matt Shakman                                                     | [ 302 ] [ 303 ] [ 304 ] [ 305 ] [ 306 ]                        |
| Falcon i Zimowy Żołnierz The Falcon and the Winter Soldier |         | 1       | 6       | Stany Zjednoczone: 19 marca 2021 – 23 kwietnia 2021 Disney+ Polska: 14 czerwca 2022 Disney+                               | Malcolm Spellman                | Kari Skogland                                                    | [ 307 ] [ 308 ] [ 309 ] [ 310 ] [ 306 ]                        |
| Loki                                                       |         | 1       | 6       | Stany Zjednoczone: 9 czerwca 2021 – 14 lipca 2021 Disney+ Polska: 14 czerwca 2022 Disney+                                 | Michael Waldron                 | Kate Herron                                                      | [ 311 ] [ 312 ] [ 313 ] [ 314 ] [ 306 ]                        |
| Hawkeye                                                    |         | 1       | 6       | Stany Zjednoczone: 24 listopada 2021 – 22 grudnia 2021 Disney+ Polska: 14 czerwca 2022 Disney+                            | Jonathan Igla                   | Bert & Bertie, Rhys Thomas                                       | [ 315 ] [ 316 ] [ 317 ] [ 318 ] [ 306 ]                        |
| Moon Knight                                                |         | 1       | 6       | Stany Zjednoczone: 30 marca 2022 – 5 kwietnia 2022 Disney+ Polska: 14 czerwca 2022 Disney+                                | Jeremy Slater                   | Mohamed Diab, Justin Benson, Aaron Moorhead                      | [ 319 ] [ 320 ] [ 321 ] [ 322 ] [ 323 ] [ 306 ]                |
| Ms. Marvel                                                 |         | 1       | 6       | Stany Zjednoczone: 8 czerwca 2022 – 13 lipca 2022 Disney+ Polska: 14 czerwca 2022 – 13 lipca 2022 Disney+                 | Bisha K. Ali                    | Adil El Arbi i Bilall Fallah, Sharmeen Obaid-Chinoy, Meera Menon | [ 324 ] [ 40 ] [ 325 ] [ 326 ] [ 327 ]                         |
| Mecenas She-Hulk She-Hulk: Attorney at Law                 |         | 1       | 9       | Stany Zjednoczone, Polska: 18 sierpnia 2022 – 13 października 2022 Disney+                                                | Jessica Gao                     | Kat Coiro, Anu Valia                                             | [ 328 ] [ 324 ] [ 329 ] [ 330 ] [ 327 ]                        |
| Faza V                                                     |         |         |         | |                                 |                                                                  |                                                                |
| Tajna inwazja Secret Invasion                              |         | 1       | 6       | Stany Zjednoczone, Polska: 21 czerwca 2023 – 26 lipca 2023 Disney+                                                        | Kyle Bradstreet                 | Ali Selim                                                        | [ 324 ] [ 331 ] [ 332 ] [ 329 ] [ 333 ] [ 16 ] [ 334 ]         |
| Loki                                                       |         | 2       | 6       | Stany Zjednoczone: 5 października 2023 – 9 listopada 2023 Disney+ Polska: 6 października 2023 – 10 listopada 2023 Disney+ | Eric Martin                     | Justin Benson, Aaron Moorhead                                    | [ 335 ] [ 336 ] [ 16 ] [ 337 ] [ 338 ] [ 313 ]                 |
| Echo                                                       |         | 1       | 5       | Stany Zjednoczone: 9 stycznia 2024 Disney+ Polska: 10 stycznia 2024 Disney+                                               | Marion Dayre, Catriona McKenzie | Sydney Freeland                                                  | [ 339 ] [ 340 ] [ 341 ] [ 16 ] [ 342 ] [ 343 ] [ 344 ] [ 345 ] |
| To zawsze Agatha Agatha All Along                          |         | 1       | 9       | Stany Zjednoczone 18 września 2024 – 30 października 2024 Disney+ Polska: 19 września 2024 – 31 października 2024 Disney+ | Jac Schaeffer                   | Jac Schaeffer, Gandja Monteiro                                   | [ 339 ] [ 346 ] [ 16 ] [ 347 ] [ 348 ] [ 342 ] [ 349 ] [ 350 ] |
| Daredevil: Odrodzenie Daredevil: Born Again                |         | 1       | 9       | Stany Zjednoczone 4 marca 2025 – 15 kwietnia 2025 Disney+ Polska: 5 marca 2025 – 16 kwietnia 2025 Disney+                 | Matt Corman, Chris Ord          | Dario Scardapane                                                 | [ 16 ] [ 351 ] [ 352 ] [ 342 ] [ 349 ]                         |
| Ironheart                                                  |         | 1       | 6       | Stany Zjednoczone 24 czerwca 2025 – 1 lipca 2025 Disney+ Polska: 25 czerwca 2025 – 2 lipca 2025 Disney+                   | Chinaka Hodge                   | Sam Bailey, Angela Barnes                                        | [ 324 ] [ 353 ] [ 354 ] [ 16 ] [ 355 ] [ 349 ]                 |

#### Seriale animowane
| Tytuł                                                                          | Sezon   | Sezon   | Odcinki | Emisja                                                                                            | Główny scenarzysta | Reżyseria                    | Przypisy                                        |
| Faza IV                                                                        | Faza IV | Faza IV | Faza IV | Faza IV                                                                                           | Faza IV            | Faza IV                      | Faza IV                                         |
| ------------------------------------------------------------------------------ | ------- | ------- | ------- | ------------------------------------------------------------------------------------------------- | ------------------ | ---------------------------- | ----------------------------------------------- |
| A gdyby…? What If…?                                                            |         | 1       | 9       | Stany Zjednoczone: 11 sierpnia 2021 – 6 października 2021 Disney+ Polska: 14 czerwca 2022 Disney+ | A.C. Bradley       | Bryan Andrews                | [ 40 ] [ 356 ] [ 306 ]                          |
| Ja jestem Groot I am Groot                                                     |         | 1       | 5       | Stany Zjednoczone, Polska: 10 sierpnia 2022 Disney+                                               | Kirsten Lepore     | Kirsten Lepore               | [ 324 ] [ 357 ] [ 358 ] [ 359 ]                 |
| Faza V                                                                         |         |         |         |                                                                                                   |                    |                              |                                                 |
| Ja jestem Groot I am Groot                                                     |         | 2       | 5       | Stany Zjednoczone, Polska: 6 września 2023 Disney+                                                | Kirsten Lepore     | Kirsten Lepore               | [ 360 ] [ 361 ] [ 362 ]                         |
| A gdyby…? What If…?                                                            |         | 2       | 9       | Stany Zjednoczone, Polska: 22 – 30 grudnia 2023 Disney+                                           | A.C. Bradley       | Bryan Andrews Stephan Franck | [ 363 ] [ 364 ] [ 365 ] [ 342 ] [ 366 ] [ 367 ] |
| A gdyby…? What If…?                                                            |         | 3       | 8       | Stany Zjednoczone, Polska: 22 – 29 grudnia 2024 Disney+                                           | A.C. Bradley       | Bryan Andrews Stephan Franck | [ 365 ]                                         |
| X-Men ’97                                                                      |         | 1       | 10      | Stany Zjednoczone, Polska: 20 marca 2024 – 15 maja 2024 Disney+                                   | Beau DeMayo        | Jake Castorena               | [ 364 ] [ 368 ] [ 369 ]                         |
| Spider-Man: Przyjazny pająk z sąsiedztwa Your Friendly Neighborhood Spider-Man |         | 1       | 10      | Stany Zjednoczone, Polska: 29 stycznia 2025 – 19 lutego 2025 Disney+                              | Jeff Trammel       | Jeff Trammel                 | [ 364 ] [ 365 ] [ 367 ]                         |
| Faza VI                                                                        |         |         |         |                                                                                                   |                    |                              |                                                 |
| Oczy Wakandy Eyes of Wakanda                                                   |         | 1       | 4       | Stany Zjednoczone, Polska: 1 sierpnia 2025 Disney+                                                | Todd Harris        | Todd Harris                  | [ 367 ]                                         |
| Marvel Zombies                                                                 |         | 1       | 4       | Stany Zjednoczone, Polska: 3 października 2025 Disney+                                            | Zeb Wells          | Bryan Andrews                | [ 364 ] [ 370 ]                                 |

## Obsada i postacie powracające

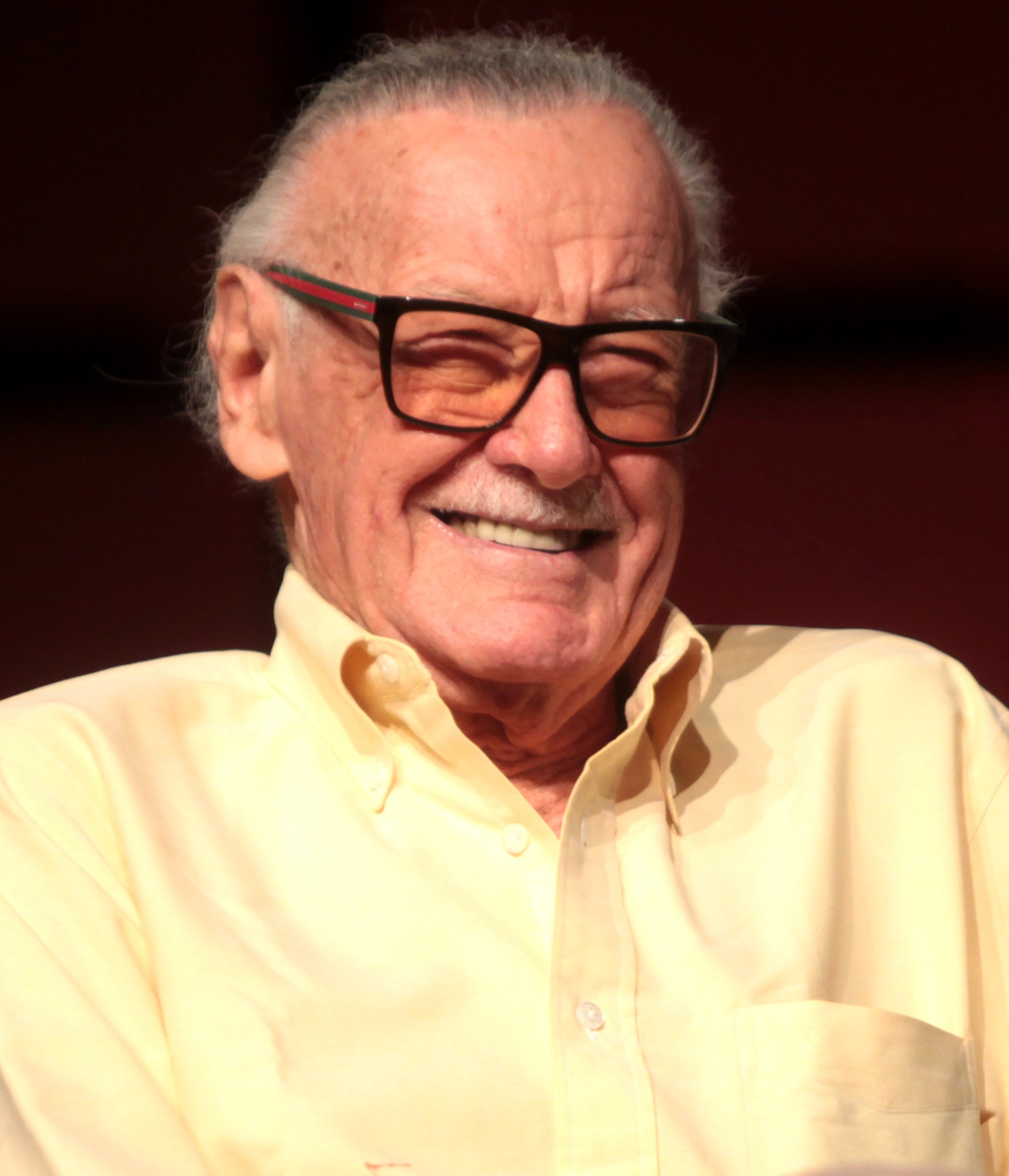
Stan Lee, twórca wielu postaci Marvel Comics, wystąpił w rolach cameo we wszystkich filmach i serialach FUM do 2019 roku. Ostatnią jego pośmiertną rolą było Avengers: Koniec gry.

Filmowe Uniwersum Marvela jest pewnego rodzaju ewenementem. Postacie i obsada wchodzące w jego skład pojawiają się zarówno w filmach, krótkometrażówkach Marvel One-Shots i serialach. Swoje role powtarzają ci sami aktorzy.
Wielokrotnie powtarzającymi swoją rolę są: Robert Downey Jr., który zagrał Tony’ego Starka / Iron Mana w trzech solowych filmach: Iron Man (2008), Iron Man 2 (2010) i Iron Man 3 (2013); Chris Evans grający Steve’a Rogersa / Kapitana Amerykę zagrał również w trzech solowych filmach: Kapitan Ameryka: Pierwsze starcie (2011), Kapitan Ameryka: Zimowy żołnierz (2014) i Kapitan Ameryka: Wojna bohaterów (2016) oraz Chris Hemsworth wcielający się w Thora w trzech solowych filmach: Thor (2011), Thor: Mroczny świat (2013) oraz Thor: Ragnarok (2017). Ci trzej aktorzy zagrali w Avengers (2012) i Avengers: Czas Ultrona (2015). Downey Jr. wystąpił ponadto w Kapitan Ameryka: Wojna bohaterów (2016) i razem z Evansem w Spider-Man: Homecoming (2017). Edward Norton, który wystąpił jako Bruce Banner / Hulk w The Incredible Hulk (2008) nie zagrał w Avengers (2012), został on zastąpiony przez Marka Ruffalo, który pojawił się również w Avengers: Czas Ultrona (2015) i Thor: Ragnarok (2017).
Chris Pratt wcielił się w rolę Petera Quilla / Star-Lorda w filmie Strażnicy Galaktyki (2014) i Strażnicy Galaktyki vol. 2 (2017) oraz powróci w Guardians of the Galaxy Vol. 3. Paul Rudd wcielił się w rolę Scotta Langa / Ant-Mana, a Evangeline Lilly zagrała Hope Van Dyne w filmie Ant-Man (2015), powtórzyli oni swoją rolę w Ant-Man i Osa (2018). Rudd pojawił się również w filmie Kapitan Ameryka: Wojna bohaterów (2016). Chadwick Boseman pojawił się w roli T’Challi / Czarnej Pantery w filmach Kapitan Ameryka: Wojna bohaterów (2016) i Czarna Pantera (2018), Benedict Cumberbatch wcielił się w postać Doktora Stephena Strange’a w filmie Doktor Strange (2016) oraz powtórzył swoją rolę w filmie Thor: Ragnarok (2017), a Tom Holland zagrał Petera Parkera / Spider-Mana w filmach Kapitan Ameryka: Wojna bohaterów (2016), Spider-Man: Homecoming (2017) i Spider-Man: Daleko od domu (2019). Brie Larson zagrała Carol Danvers / Kapitan Marvel w filmie Kapitan Marvel (2019).
Downey Jr., Evans, Hemsworth, Ruffalo, Pratt, Boseman, Cumberbatch i Holland zagrali również w filmie Avengers: Wojna bez granic (2018) oraz powrócili w Avengers: Koniec gry (2019), natomiast Lilly, Rudd i Larson pojawili się tylko w Avengers: Koniec gry (2019).
Samuel L. Jackson zagrał epizodycznie postać Nicka Fury’ego w kilku filmach, dołączył do głównej obsady dopiero przy Avengers (2012), powtórzył on swoją rolę w Kapitan Ameryka: Zimowy żołnierz (2014) i Avengers: Czas Ultrona (2015) oraz wystąpił gościnnie w serialu Agenci T.A.R.C.Z.Y. (2013–2014). Inni aktorzy, którzy kilkukrotnie powtarzali swoje role to: Paul Bettany, Don Cheadle, Idris Elba, Jon Favreau, Tom Hiddleston, William Hurt, Scarlett Johansson, Anthony Mackie, Gwyneth Paltrow, Jeremy Renner, Stellan Skarsgård, Cobie Smulders i Sebastian Stan.
Historia i geneza bohaterów często się różni od tej przedstawionej w komiksach. Została zmieniona na potrzeby filmów lub w związku z prawami autorskimi do filmów. Takim przykładem jest rodzeństwo Maximoff – Scarlet Witch i Quicksilver, które w komiksach są dziećmi Magneto i mutantami, natomiast Marvel Studios nie może o tym wspomnieć, ponieważ prawa do tych postaci posiada 20th Century Fox, jak i do pozostałego świata X-Men. W rolę Quicksilvera wcielił się Aaron Taylor-Johnson, a Scarlet Witch zagrała Elizabeth Olsen. Wystąpili oni w Kapitan Ameryka: Zimowy żołnierz (2014) i Avengers: Czas Ultrona (2015). Olsen wystąpiła również w Kapitan Ameryka: Wojna bohaterów (2016) i Avengers: Wojna bez granic (2018) oraz powtórzyła swoją rolę w Avengers: Koniec gry (2019).
Clark Gregg, który wciela się w Phila Coulsona w Iron Man (2008), Iron Man 2 (2010), Thor (2011), Avengers (2012) i Kapitan Marvel (2019), również zagrał w dwóch krótkometrażówkach Marvel One-Shots (2011) i gra w serialu Agenci T.A.R.C.Z.Y. (od 2013). Postać Coulsona została stworzona na potrzeby filmu, a w komiksach pojawiła się dopiero później.
Hayley Atwell wciela się w postać Peggy Carter w Kapitan Ameryka: Pierwsze starcie (2011), krótkometrażówce Marvel One-Shot: Agentka Carter (2013), Kapitan Ameryka: Zimowy żołnierz (2014), Avengers: Czas Ultrona (2015), gościnnie wystąpiła w serialu Agenci T.A.R.C.Z.Y. (2014), gra główną rolę w serialu Agentka Carter (2015–2016) oraz powtórzyła swoją rolę w filmie Ant-Man (2015).
Rolę Howarda Starka, ojca Tony’ego odgrywa trzech aktorów: pierwszy z nich, Gerard Sanders, pojawił się tylko na zdjęciu w Iron Man (2008); John Slattery jest odtwórcą roli dojrzałego Howarda i wystąpił w Iron Man 2 (2010) oraz powtórzył swoją rolę w Ant-Man (2015); natomiast trzeci z nich, Dominic Cooper gra młodszą wersję ojca Tony’ego i wystąpił w Kapitan Ameryka: Pierwsze starcie (2011), krótkometrażówce Marvel One-Shot: Agentka Carter (2013) oraz w serialu Agentka Carter (2015–2016).
Leslie Bibb, która wystąpiła w filmach Iron Man (2008) i Iron Man 2 (2010) jako Christine Everhart zagrała również w fikcyjnym programie informacyjnym WHiH NewsFront (2015–2016).
Główne role w miniserialu platformy Netflix, Defenders, zagrali: Charlie Cox jako Matt Murdock / Daredevil, Krysten Ritter jako Jessica Jones, Mike Colter jako Luke Cage i Finn Jones jako Daniel Rand / Iron Fist. Cała czwórka aktorów pojawiła się we własnych serialach. W miniserii gościnie wystąpił również Jon Bernthal jako Frank Castle / Punisher, który wcześniej zagrał w serialu Daredevil. Zagrał on również we własnym serialu Punisher. Colter natomiast dodatkowo wystąpił w serialu Jessica Jones.
Główne role w serialu Runaways zagrali: Rhenzy Feliz jako Alex Wilder, Lyrica Okano jako Nico Minoru, Virginia Gardner jako Karolina Dean, Ariela Barer jako Gert Yorkes, Gregg Sulkin jako Chase Stein i Allegra Acosta jako Molly Hernandez.
Tytułowe role w serialu Marvel’s Cloak & Dagger zagrają Olivia Holt jako Tandy Bowen / Dagger i Aubrey Joseph jako Tyrone Johnson / Cloak, natomiast w serialu Marvel’s New Warriors w głównych rolach wystąpią: Milana Vayntrub jako Doreen Green / Squirrel Girl, Derek Theler jako Craig Hollis / Mister Immortal, Jeremy Tardy jako Dwayne Taylor / Night Thrasher, Calum Worthy jako Robbie Baldwin / Speedball, Matthew Moy jako Zach Smith / Microbe oraz Kate Comer as Deborah Fields / Debrii.

## Dokumenty
- Marvel Studios: Assembling a Universe (2014)

Godzinny dokument przedstawiający pracę Marvel Studios nad Filmowym Uniwersum Marvela. Wyemitowany został 18 marca 2014 na antenie ABC. Dokument ten został dołączony do wydania DVD pierwszego sezonu Agentów T.A.R.C.Z.Y.
- Marvel 75 Years: From Pulp to Pop! (2014)

Godzinny dokument, który został wyemitowany na antenie ABC 4 listopada 2014. Prowadzącą program jest, grająca Agentkę 13, Emily VanCamp. Dokument opowiada o historii Marvela od powstania Marvel Comics w 1939 roku do 2014 roku oraz o najbliższych planach Marvel Entertainment.
- Marvel’s Captain America: 75 Heroic Years (2016)

Godzinny dokument przedstawiający historię Kapitana Ameryki od powstania do współczesności. Został on wyemitowany 19 stycznia 2016 roku na antenie ABC. W dokumencie wystąpili Stan Lee, Joe Quesada, Jeph Loeb i Louis D’Esposito oraz aktorzy produkcji FUM: Clark Gregg, Ming-Na Wen, Chloe Bennet, Chris Evans i Hayley Atwell.
- Marvel Studios: Expanding the Universe (2019)

Kilkuminutowy dokument przedstawiający plany studia na seriale oryginalne dla Disney+. Zadebiutował 12 listopada 2019 roku na Disney+
.
- Legendy Marvela (2021–)

Serial dokumentalny przedstawiający sylwetki postaci z produkcji franczyzy. Zadebiutował 8 stycznia 2021 roku na Disney+.
- Assembled (2021–)

Serial dokumentalny przedstawiający kulisy powstawania seriali oryginalnych Disney+ i filmów kinowych. Zadebiutował 12 marca 2021 roku na Disney+.

## Komiksy
| Tytuł                                              | Liczba zeszytów        | Data wydania                       | Twórcy                             | Twórcy                                                          | Przypis                 |
| Tytuł                                              | Liczba zeszytów        | Data wydania                       | scenariusz                         | rysunki                                                         | Przypis                 |
| Oficjalne „Tie-in MCU”                             | Oficjalne „Tie-in MCU” | Oficjalne „Tie-in MCU”             | Oficjalne „Tie-in MCU”             | Oficjalne „Tie-in MCU”                                          | Oficjalne „Tie-in MCU”  |
| -------------------------------------------------- | ---------------------- | ---------------------------------- | ---------------------------------- | --------------------------------------------------------------- | ----------------------- |
| Iron Man 2: Public Identity                        | 3                      | 28 kwietnia – 12 maja 2010         | Joe Casey, Justin Theroux          | Barry Kitson                                                    | [ 385 ] [ 386 ] [ 387 ] |
| Iron Man 2: Agents of S.H.I.E.L.D.                 | 1                      | 1 października 2010                | Joe Casey                          | Tim Green, Felix Ruiz, Matt Camp                                | [ 388 ]                 |
| Captain America: First Vengeance                   | 8                      | 16 lutego – 20 lipca 2011          | Fred Van Lente                     | Neil Edwards, Luke Ross, Rich Elson, Andy Smith, Javi Fernandez | [ 389 ] [ 390 ]         |
| The Avengers Prelude: Fury’s Big Week              | 8                      | 5 lutego – 28 marca 2012           | Chris Yost, Eric Pearson           | Luke Ross, Agustin Padilla                                      | [ 391 ] [ 392 ]         |
| The Avengers Prelude: Black Widow Strikes          | 3                      | 2 maja – 6 czerwca 2012            | Fred Van Lente                     | Neil Edwards, Renato Arlem                                      | [ 393 ] [ 394 ]         |
| Iron Man 3 Prelude                                 | 2                      | 2 stycznia – 6 lutego 2013         | Christos Gage, Will Corona Pilgrim | Steve Kurth                                                     | [ 395 ] [ 396 ]         |
| Thor: The Dark World Prelude                       | 2                      | 5 czerwca – 10 lipca 2013          | Chris Yost, Craig Kyle             | Scott Eaton                                                     | [ 397 ] [ 398 ]         |
| Captain America: The Winter Soldier Infinite Comic | 1                      | 28 stycznia 2014                   | Peter David                        | Rock He-Kim                                                     | [ 399 ]                 |
| Guardians Of The Galaxy Prequel Infinite Comic     | 1                      | 1 kwietnia 2014                    | Dan Abnett, Andy Lanning           | Andrea DiVito                                                   | [ 400 ]                 |
| Guardians of the Galaxy Prelude                    | 2                      | 2 kwietnia – 28 maja 2014          | Dan Abnett, Andy Lanning           | Wellinton Alves                                                 | [ 401 ] [ 402 ]         |
| Age of Ultron Prelude – This Scepter’d Isle        | 1                      | 3 lutego 2015                      | Will Corona Pilgrim                | Wellinton Alves                                                 | [ 403 ]                 |
| Ant-Man Prelude                                    | 2                      | 4 lutego – 4 marca 2015            | Will Corona Pilgrim                | Miguel Sepulveda                                                | [ 404 ] [ 405 ]         |
| Ant-Man – Scott Lang: Small Time                   | 1                      | 3 marca 2015                       | Will Corona Pilgrim                | Wellinton Alves, Daniel Govar                                   | [ 406 ]                 |
| Marvel’s Jessica Jones                             | 1                      | 7 października 2015                | Brian Michael Bendis               | Michael Gaydos                                                  | [ 407 ]                 |
| Captain America: Civil War Prelude Infinite Comic  | 1                      | 10 lutego 2016                     | Will Corona Pilgrim                | Szymon Kudranski                                                | [ 408 ]                 |
| Doctor Strange Prelude                             | 2                      | 6 lipca – 24 sierpnia 2016         | Will Corona Pilgrim                | Jorge Fornés                                                    | [ 409 ] [ 410 ]         |
| Doctor Strange Prelude Infinite Comic: The Zealot  | 1                      | 7 września 2016                    | Will Corona Pilgrim                | Jorge Fornés                                                    | [ 411 ]                 |
| Guardians of the Galaxy Prelude                    | 2                      | 4 stycznia – 1 lutego 2017         | Will Corona Pilgrim                | Chris Allen                                                     | [ 412 ] [ 413 ]         |
| Spider-Man: Homecoming Prelude                     | 2                      | 1 marca 2017                       | Will Corona Pilgrim                | Todd Nauck                                                      | [ 414 ]                 |
| Adaptacje filmów                                   |                        |                                    |                                    |                                                                 |                         |
| Iron Man: I Am Iron Man                            | 2                      | 27 stycznia – 24 lutego 2010       | Peter David                        | Sean Chen                                                       | [ 415 ] [ 416 ]         |
| Iron Man 2                                         | 2                      | 7 listopada – 5 grudnia 2012       | Christos Gage, Will Corona Pilgrim | Ramon Rosanas                                                   | [ 417 ] [ 418 ]         |
| Thor                                               | 2                      | 16 stycznia – 20 lutego 2013       | Christos Gage                      | Don Ho, Lan Medina                                              | [ 419 ] [ 420 ]         |
| Captain America: The First Avenger                 | 2                      | 6 listopada – 11 grudnia 2013      | Peter David                        | Wellinton Alves                                                 | [ 421 ] [ 422 ]         |
| Marvel’s The Avengers                              | 2                      | 24 grudnia 2014 – 7 stycznia 2015  | Will Corona Pilgrim                | Joe Bennett                                                     | [ 423 ] [ 424 ]         |
| Captain America: Civil War Prelude                 | 4                      | 16 grudnia 2015 – 27 stycznia 2016 | Will Corona Pilgrim                | Szymon Kudranski, Lee Ferguson                                  | [ 425 ] [ 426 ]         |
| Pozostałe”                                         |                        |                                    |                                    |                                                                 |                         |
| Iron Man: Fast Friends                             | 2                      | 17 – 30 września 2008              | Paul Tobin                         | Ronan Cliquet                                                   | [ 427 ] [ 428 ]         |
| Iron Man: Security Measures                        | 1                      | 30 września 2008                   | Christos Gage                      | Hugo Petrus                                                     | [ 429 ]                 |
| The Incredible Hulk: The Fury Files                | 2                      | 9 – 15 października 2008           | Frank Tieri                        | Salvadore Espin                                                 | [ 430 ] [ 431 ]         |
| Nick Fury: Spies Like Us                           | 1                      | 4 grudnia 2008                     | Joe Caramagna                      | Hugo Petrus                                                     | [ 432 ]                 |
| Iron Man 2: Fist of Iron                           | 1                      | 1 lutego 2011                      | Paul Tobin                         | Patrick Olliffe, Scott Koblish, Khoi Pham                       | [ 433 ] [ 434 ]         |
| Captain America & Thor: Avengers                   | 1                      | 6 lipca 2011                       | Fred Van Lente                     | Ron Lim                                                         | [ 435 ]                 |
| The Avengers Initiative                            | 1                      | 2 maja 2012                        | Fred Van Lente                     | Ron Lim                                                         | [ 436 ]                 |
| Iron Man: The Coming of the Melter                 | 1                      | 1 maja 2013                        | Christos Gage                      | Ron Lim                                                         | [ 437 ]                 |
| Captain America: Homecoming                        | 1                      | 26 marca 2014                      | Fred Van Lente                     | Tom Grummett                                                    | [ 438 ]                 |
| Guardians of the Galaxy: Galaxy’s Most Wanted      | 1                      | 2 lipca 2014                       | Will Corona Pilgrim                | Andrea Divito                                                   | [ 439 ]                 |
| Agents of S.H.I.E.L.D.: The Chase                  | 1                      | 25 lipca 2014                      | George Kitson                      | Mirko Colak, Neil Edwards, Mirco Pierfederici                   | [ 440 ]                 |
| Avengers: Operation Hydra                          | 1                      | 22 kwietnia 2015                   | Will Corona Pilgrim                | Andrea Di Vito                                                  | [ 441 ]                 |
| Ant-Man: Larger Than Life                          | 1                      | 24 czerwca 2015                    | Will Corona Pilgrim                | Andrea Di Vito                                                  | [ 442 ]                 |
| Captain America: Road to War                       | 1                      | 20 kwietnia 2016                   | Will Corona Pilgrim                | Andrea Di Vito                                                  | [ 443 ]                 |

## Guidebooki
| Tytuł                                                                                    | Liczba zeszytów | Data wydania         | Twórcy             | Twórcy                         | Przypis |
| Tytuł                                                                                    | Liczba zeszytów | Data wydania         | scenariusz         | okładka                        | Przypis |
| ---------------------------------------------------------------------------------------- | --------------- | -------------------- | ------------------ | ------------------------------ | ------- |
| Guidebook to the Marvel Cinematic Universe: Marvel’s Iron Man                            | 1               | 28 października 2015 | Michael O’Sullivan | Mike Del Mundo                 | [ 444 ] |
| Guidebook to the Marvel Cinematic Universe: Marvel’s Incredible Hulk                     | 1               | 25 listopada 2015    | Michael O’Sullivan | Pascal Campion, Mike Del Mundo | [ 445 ] |
| Guidebook to the Marvel Cinematic Universe: Marvel’s Iron Man 2                          | 1               | 25 listopada 2015    | Michael O’Sullivan | Pascal Campion, Mike Del Mundo | [ 445 ] |
| Guidebook to the Marvel Cinematic Universe: Marvel’s Thor                                | 1               | 23 grudnia 2015      | Michael O’Sullivan | Pascal Campion, Will Sliney    | [ 446 ] |
| Guidebook to the Marvel Cinematic Universe: Marvel’s Captain America: The First Avenger  | 1               | 27 stycznia 2016     | Michael O’Sullivan | Mike Del Mundo                 | [ 447 ] |
| Guidebook to the Marvel Cinematic Universe: Marvel’s The Avengers                        | 1               | 24 lutego 2015       | Michael O’Sullivan | Mike Del Mundo                 | [ 448 ] |
| Guidebook to the Marvel Cinematic Universe: Marvel’s Iron Man 3                          | 1               | 4 maja 2016          | Michael O’Sullivan | Marcos Martin                  | [ 449 ] |
| Guidebook to the Marvel Cinematic Universe: Marvel’s Thor: The Dark World                | 1               | 4 maja 2016          | Michael O’Sullivan | Marcos Martin                  | [ 450 ] |
| Guidebook to the Marvel Cinematic Universe: Marvel’s Captain America: The Winter Soldier | 1               | 25 maja 2016         | Michael O’Sullivan | Mike Del Mundo                 | [ 451 ] |
| Guidebook to the Marvel Cinematic Universe: Marvel’s Ant-Man                             | 1               | 25 maja 2016         | Michael O’Sullivan | Mike Del Mundo                 | [ 451 ] |
| Guidebook to the Marvel Cinematic Universe: Marvel’s Agents of S.H.I.E.L.D. Season One   | 1               | 22 czerwca 2016      | Michael O’Sullivan | Mike Del Mundo                 | [ 452 ] |
| Guidebook to the Marvel Cinematic Universe: Marvel’s Guardians Of The Galaxy             | 1               | 27 lipca 2016        | Michael O’Sullivan | Mike Del Mundo                 | [ 453 ] |
| Guidebook to the Marvel Cinematic Universe: Marvel’s Avengers: Age of Ultron             | 1               | 28 września 2016     | Michael O’Sullivan | Mike Del Mundo                 | [ 454 ] |
| Guidebook to the Marvel Cinematic Universe: Marvel’s Agents of S.H.I.E.L.D. Season Two   | 1               | 26 października 2016 | Michael O’Sullivan | Marcos Martin                  | [ 455 ] |
| Guidebook to the Marvel Cinematic Universe: Marvel’s Agent Carter Season One             | 1               | 26 października 2016 | Michael O’Sullivan | Marcos Martin                  | [ 456 ] |
| Guidebook to the Marvel Cinematic Universe: Marvel’s Agents of S.H.I.E.L.D. Season Three | 1               | 28 grudnia 2016      | Michael O’Sullivan | Mike Del Mundo                 | [ 457 ] |
| Guidebook to the Marvel Cinematic Universe: Marvel’s Agent Carter Season Two             | 1               | 28 grudnia 2016      | Michael O’Sullivan | Dave Johnson                   | [ 458 ] |
| Guidebook to the Marvel Cinematic Universe: Marvel’s Captain America: Civil War          | 1               | 25 stycznia 2017     | Michael O’Sullivan | Mike Del Mundo                 | [ 459 ] |
| Guidebook to the Marvel Cinematic Universe: Marvel’s Doctor Strange                      | 1               | 29 marca 2017        | Michael O’Sullivan | Marcos Martin                  | [ 460 ] |

## Wpływ na inne studia
Po sukcesie filmu Avengers z 2012 roku model wspólnego uniwersum stał się powielany przez inne studia posiadające prawa do ekranizacji komiksów oraz książek.
DC Entertainment i Warner Bros.
W październiku 2012 roku Warner Bros. rozpoczął przygotowania do wspólnego uniwersum. Pierwszym filmem był Człowiek ze stali z 2013 roku. W lipcu 2014 roku, szef DC Geoff Johns, potwierdził, że seriale Arrow i Flash nie będą częścią uniwersum filmowego. Seriale te stworzyły oddzielnie rozwijane uniwersum, Arrowverse. W październiku 2014 roku studio przedstawiło plany dziewięciu kolejnych filmów zapowiedzianych na lata 2016–2020.
20th Century Fox
W listopadzie 2012 roku, 20th Century Fox ogłosiło plany stworzenia własnego wspólnego uniwersum, na podstawie posiadanych praw do adaptacji komiksów Marvel Comics serii X-Men i Fantastyczna Czwórka. Mark Millar został producentem nadzorującym projekt. Jednak w maju 2014 roku, Simon Kinberg, scenarzysta Fantastycznej Czwórki, stwierdził, że film nie będzie w tym samym uniwersum co reszta filmów X-Men.
Sony Pictures
W listopadzie 2013 roku szefowa Sony Pictures Entertainment, Amy Pascal ogłosiła, że studio zamierza rozszerzyć uniwersum serii Niesamowity Spider Man o spin-offy na wzór Filmowego Uniwersum Marvela. Jednak w lutym 2015 roku w związku z niezadowalającym wynikiem filmu Niesamowity Spider-Man Sony razem z Marvel Studios ogłosiło warunki umowy licencyjnej między studiami, która włącza postać Spider-Mana oraz filmy z tym bohaterem do Filmowego Uniwersum Marvela.

## Wpływ na kulturę
We wrześniu 2014 roku Uniwersytet Baltimore ogłosił kurs rozpoczynający się w semestrze letnim 2015 roku dotyczący Filmowego Uniwersum Marvela, prowadzony przez Arnolda Blumberga.